# Alligator Bites Never Heal
Alligator Bites Never Heal è il terzo mixtape della rapper statunitense Doechii, pubblicato il 30 agosto 2024 dalla Top Dawg e Capitol. 
Il progetto ha visto il coinvolgimento di diversi produttori musicali, tra cui Camper, Childish Major, Kal Banx, Devin Malik e Monte Booker, e la presenza della rapper Kuntfetish come unica artista ospite.
Accolto positivamente dalla critica specializzata, è stato riconosciuto come miglior album rap alla 67ª edizione dei Grammy Awards, mentre il singolo apri-pista Nissan Altima ha ricevuto una nomination come miglior interpretazione rap e la stessa Doechii si è procurata una nomination come miglior artista emergente. È finito in lizza per il BET Award all'album dell'anno nel maggio 2025.

## Antefatti e pubblicazione
Il 12 luglio 2024, Doechii ha iniziato a pubblicare una serie di brani intitolata Swamp Sessions attraverso la propria rete sociale: si è trattato di una raccolta di freestyle scritti e registrati nell'arco di un'ora, ciascuno accompagnato da un videoclip musicale. Il terzo segmento di Swamp Sessions e è stato Nissan Altima, pubblicato su Instagram e YouTube il 27 luglio 2024 e sulle piattaforme di streaming come singolo il 2 agosto seguente.
Il 14 agosto 2024, in occasione del suo ventiseiesimo compleanno, Doechii ha rivelato il titolo, la copertina e la data di pubblicazione del disco. La lista tracce è stata rivelata sei giorni più tardi.

## Tracce
1. Stanka Pooh – 2:01 (Jaylah Hickmon, Devin Williams, Kalon Berry)
2. Bullfrog – 1:34 (Jaylah Hickmon, Matthew Bartolo Moleta, Mai Ankri)
3. Boiled Peanuts – 2:01 (Jaylah Hickmon, Armen Zabounian, Joey Hamhock)
4. Denial Is a River – 2:39 (Jaylah Hickmon, James Ian Anderson, Joey Hamhock)
5. Catfish – 2:14 (Jaylah Hickmon, Ahmanti Booker)
6. Skipp – 1:40 (Jaylah Hickmon, Ahmanti Booker)
7. Hide n Seek – 2:29 (Jaylah Hickmon, Kalon Berry)
8. Bloom – 2:13 (Jaylah Hickmon, Jayda Love)
9. Wait – 3:04 (Jaylah Hickmon, Henry Was, Rudy Dylan James)
10. Death Roll – 2:19 (Jaylah Hickmon, Malik Sanders)
11. Profit – 1:35 (Jaylah Hickmon, Mike Hector, David Duodu)
12. Boom Bap – 2:10 (Jaylah Hickmon, Darhyl Camper, Darius Scott)
13. Nissan Altima – 2:06 (Jaylah Hickmon, Markus Alandrus Randle)
14. GTFO (con Kuntfetish) – 2:40 (Jaylah Hickmon, Devin Williams, Kole Kimbro)
15. Huh! – 2:16 (Jaylah Hickmon, Devin Williams)
16. Slide – 2:54 (Jaylah Hickmon, Kalon Berry, Solal Tong Cuong, Keanu Torres)
17. Fireflies – 4:25 (Jaylah Hickmon, Ahmanti Booker, Taylor Sader)
18. Beverly Hills – 3:38 (Jaylah Hickmon, Devin Williams)
19. Alligator Bites Never Heal – 2:55 (Jaylah Hickmon, Miles Franklin)

Traccia bonus nell'edizione estesa
1. Anxiety – 2:39 (Jaylah Hickmon, Luiz Floriano Bonfá, Wouter De Backer)

## Classifiche
| Classifica (2025) | Posizione massima |
| ----------------- | ----------------- |
| Australia         | 29                |
| Austria           | 33                |
| Belgio (Fiandre)  | 15                |
| Belgio (Vallonia) | 85                |
| Canada            | 13                |
| Croazia           | 22                |
| Danimarca         | 25                |
| Finlandia         | 38                |
| Francia           | 27                |
| Germania          | 14                |
| Grecia            | 14                |
| Irlanda           | 40                |
| Islanda           | 31                |
| Italia            | 35                |
| Lituania          | 27                |
| Norvegia          | 38                |
| Nuova Zelanda     | 19                |
| Paesi Bassi       | 19                |
| Portogallo        | 28                |
| Regno Unito       | 40                |
| Spagna            | 62                |
| Stati Uniti       | 10                |
| Svizzera          | 12                |